# Emiel Van Cauter
Emiel Van Cauter (ur. 2 grudnia 1931 w Wolvertem, zm. 26 października 1975 w Bangkoku) – belgijski kolarz szosowy, złoty medalista mistrzostw świata

## Kariera
Największy sukces w karierze Emiel Van Cauter osiągnął w 1954 roku, kiedy zdobył złoty medal w wyścigu ze startu wspólnego amatorów podczas mistrzostw świata w Solingen. W zawodach tych wyprzedził bezpośrednio Duńczyka Hansa Andresena oraz Holendra Martina van den Borgha. Był to jednak jedyny medal wywalczony przez Van Cautera na międzynarodowej imprezie tej rangi. Na rozgrywanych rok wcześniej mistrzostwach świata w Lugano zajął w tej samej konkurencji ósme miejsce. Ponadto w tym samym roku wygrał między innymi belgijski wyścig Kattekoers oraz zajął drugie miejsce w klasyfikacji generalnej Tour d'Egypte. W 1955 roku został mistrzem Belgii w wyścigu ze startu wspólnego zawodowców. Dwa lata później zajął 37. miejsce w klasyfikacji generalnej Vuelta a España. Nigdy nie wystąpił na igrzyskach olimpijskich. Jako zawodowiec startował w 1955-1959.

## Najważniejsze zwycięstwa i sukcesy
- 1954
  - mistrzostwo świata amatorów w wyścigu ze startu wspólnego
  - 2. Tour d'Egypte
- 1955
  -  mistrzostwo kraju w wyścigu ze startu wspólnego (elite)